# Саво Дерикоња
Саво Дерикоња (Вучија Лука, 1913 — нестао 1946) био је пјешадијски потпоручник и командант 1. сарајевске бригаде, Романијског корпуса, Југословенске војске у отаџбини током Другог свјетског рата.

## Биографија

### Дјетињство и младост
Саво Дерикоња рођен је на Вучијој Луци од оца Петра и мајке Јоке (рођ. Церовина). Основну школу је похађао у своме родном селу и био је добар ђак. После успјешно завршене основне школе, учитељ Сава Дерикоње, савјетовао је његовом оцу да сина пошаље на више школовање, јер је дијете бистро и даровито. Тај савјет учитеља, отац није послушао, и тако је Саво остао са родитељима. Војни рок Саво је одслужио у 10. пешадијском пуку. Оженио се са Бојаном Шљивић, и са њом добио двоје дјеце — сина Момира и кћерку Милицу.

### Други свјетски рат
Априлски рат 1941. године, затекао га је у чину резервног пјешадијског наредника, у 28 година живота. Успио је да избјегне њемачко заробљавање и да се врати у родни крај. Док је орао њиву, Сава су заробили органи Хрватске заштите и у Сарајеву предали усташама, који су га затворили и мучили.
„Људи су усљед глади, мучења и батинања, које је било заиста животињско, убрзо слабили и губили снагу. То је био усташки метод да затвореници не би могли дати никакав отпор, приликом спровођења и до самог стратишта. У сваком сточном тору је било чистије него у ћелијама хрватско-усташког затвора” – причао је касније Саво. „Једне ноћи ” – настављао је Саво – „свезали су нам руке жицом на леђима, утерали у један камион нас око 30, а по нама бацили цераду – шатор.....Иако везан телефонском жицом, наумио сам да покушам бјекство, ако ми се зато и најмања прилика укаже, јер ће ме иначе мрцварити и на мукама уморити…".
Камион је стао. Усташе су пушчаним цијевима тјерали Србе и избацивали их из камиона. Око тога је настала гужва и Саво је тај моменат искористио. Искочио је из камиона и дао се у бјекство. За њим су осути рафали уз повике да стане. Али, он је и даље бјежао и домогао се слободе. Када је био сигуран да више није на домашају усташа, повремено се одмарао и прикупљао снагу за даљи пут.
Дерикоња је стигао до села Биоско, код свог пријатеља Димше Плакаловића, ранијег предсједника општине на Вучијој Луци. Саво је укратко испричао о свему што се са њим догодило, а Димша је њему причао о страдању српског становништва, о масовним убиствима и депортацији.
Саво је био запрепашћен слушајући ове вијести, те је рекао:
– Димшо брате, томе се злу морамо одупријети, ако мислимо да и даље као људи постојимо и живимо. Непрегледне су наше шуме и планине у којима ћемо наћи склоништа за нашу нејач; а сви који су способни за борбу и спремни да се мушки одупру душманима, нека се лате оружја – хладног или ватреног.

###### Командант бригаде
У јулу 1941. године, усташе су напале српска села: Љеманицу, Глог и Брдо. Хватали су становнике тих села, и женско и мушко. Неке српске домове су опљачкали, а куће попалили. У то вријеме Дерикоња је био недалеко од тих села, у шуми са око 50-60 људи, од којих је мањи број имао ватрено оружје, док су други били наоружани пољопривредним оруђем. Он је са тим људима напао усташе. Ослободио је похватане становнике тих села, повратио њихову заплијењену имовину, и ослободио села од усташа. Ту је и убијено десетак усташа, а остали су бјежали према Сарајеву, бацајући успут оружје и муницију ради лакшег кретања. Тако су устаници заплијенили око 20 пушака и око 300 пушчаних метака са неколико војничких ранаца опљачканих ствари из ових села.
За борбу против партизана 1942. Саву Дерикоњи се добровољно јавило око 500 људи способних за оружје. Дерикоња се овог тешког и одговорног задатка једва примио, обзиром на велико одговорност у једном таквом тешком добу. Али на општу молбу бораца и народа, Саво је пристао да се стави на чело устаника, под условом да му се додијели неколико угледних домаћина који ће га помагати и савјетовати. Када је организовао чете, подијелио их је на водове и десетине и поставио командни кадар. Сваки командир је добио терен којим ће крстарити и народ чувати од упада непријатеља. Те јединице су назване четници. Њихова исхрана је долазила од народа, и то пропорционално имовном стању домаћинстава.
За Источну Босну, 1942. године формиран је Романијски и Дрински корпус ЈВуО. Романијском корпусу су припали срезови: Власеница, Рогатица, Калиновик, Кладањ и Сарајево. Сарајевски срез је подијељен на два дијела, а тиме и на двије бригаде: Прву и Другу сарајевску. На првом дијелу овога среза дјеловао је Саво Дерикоња. Око 10. септембра 1942. године, доласком штаба Романијског корпуса под командом капетана Милорада Момчиловића на планину Озрен код Сарајева, формирана је Прва сарајевска бригада, под командом Сава Дерикоње. Он је тада унапријеђен у чин пјешадијског потпоручника и одликован Карађорђевом звездом.
Марта мјесеца 1943. године, Прва сарајевска бригада учествује у борбама против јаких комунистичких снага које су прешле ријеку Неретву. Борбе су вођене на Трескавици, Обљу, Миљевини, под командом Војислава Лукачевића, као и борбама код Калиновика заједно са четницима Црне Горе под командом мајора Павла Ђуришића. Ускоро, Прва сарајевска бригада се морала вратити на матични терен, кога су угрожавале хрватске усташке и домобранске јединице. Код Калиновика, Саво Дерикоња је први пут представљен генералу Дражи Михаиловићу, и на њега оставио добар утисак, и као војник и као човјек. Дража је том приликом рекао Саву да му је познат његов активни рад и његова часна борба, због чега ће га имати у виду.
Почетком октобра 1943. године вршен је напад на непријатељске гарнизоне у Вишеграду и Рогатици, где су се налазиле знатне снаге Нијемаца и Хрвата. У томе нападу учествовала је и Прва сарајевска бригада под командом Сава Дерикоње. Вишеград је ослобођен 5. октобра а Рогатица 13. Непријатељ се повлачио ка усташком упоришту на Сокоцу, недалеко од Хан Пијеска. Даља операција према Сарајеву прекинута је због изненадног напада партизана. Врховна команда Вермахта 27. октобра 1943. забиљежила је:
„Балкан: На простору Вишеград-Сарајево воде се борбе између четника и комуниста."
Током јесени 1944. Врховна Команда ЈвуО са извјесним бројем трупа из Србије се задржала на простору Прве сарајевске бригаде Романијског корпуса. Војска је била распоређена по селима: Вучија Лука, Боговићи, Јеловци, Озрен, Брдо, Жунови, Костреша, Висојевица, Дражевићи, Ракова Нога, Нишићи.
Прва сарајевска бригада се није повлачила са свога матичног терена. Ту је водила борбе са комунистима, све док они нису ушли у Сарајево 6. априла 1945. године. Након тога, са Савом је остало око 45 до 50 четника да наставе борбу против комуниста, док су се остали борци разишли кућама, на наговор Дерикоње. Савина група није могла да дејствује у цјелини, већ је то чинила по групицама од три или пет бораца. Нарочито су били активни пред изборе, 11. новембра 1945. године.
У званичним документима, комунисти тврде да су код Пала 1947-8 убили Сава Дерикоњу, међутим, његово тијело није никад јавно изложено, као што су то иначе радили са осталим одметницима. Саво Дерикоња је, по тврдњи његових бораца, умро од задобијених рана, у љето 1948. године у својој бази, негдје у планини недалеко од села Висојевица, Дражевићи, Ракова Нога.

## Заоставштина
Његова јединица 1.сарајевска бригада дуго је избегавала да одговара на партизанске провокације не желећи да изазове братоубилачки рат са Србима партизанима, до ког је касније, нажалост, дошло. Ту одлуку Саво Дерикоња доноси на наговор својих сабораца, пре свега на наговор свог пријатеља и преводиоца у бригади Саве Стјепановића. Зато је касније био једнако поштован и од потомака четника и потомака партизана.
Током рата у Босни и Херцеговини, један пук Војске Републике Српске носио је назив Први добровољачки пук „Саво Дерикоња”.
О Сави Дерикоњи су опјеване и многе родољубиве и гусларске пјесме.